# Museum Goch

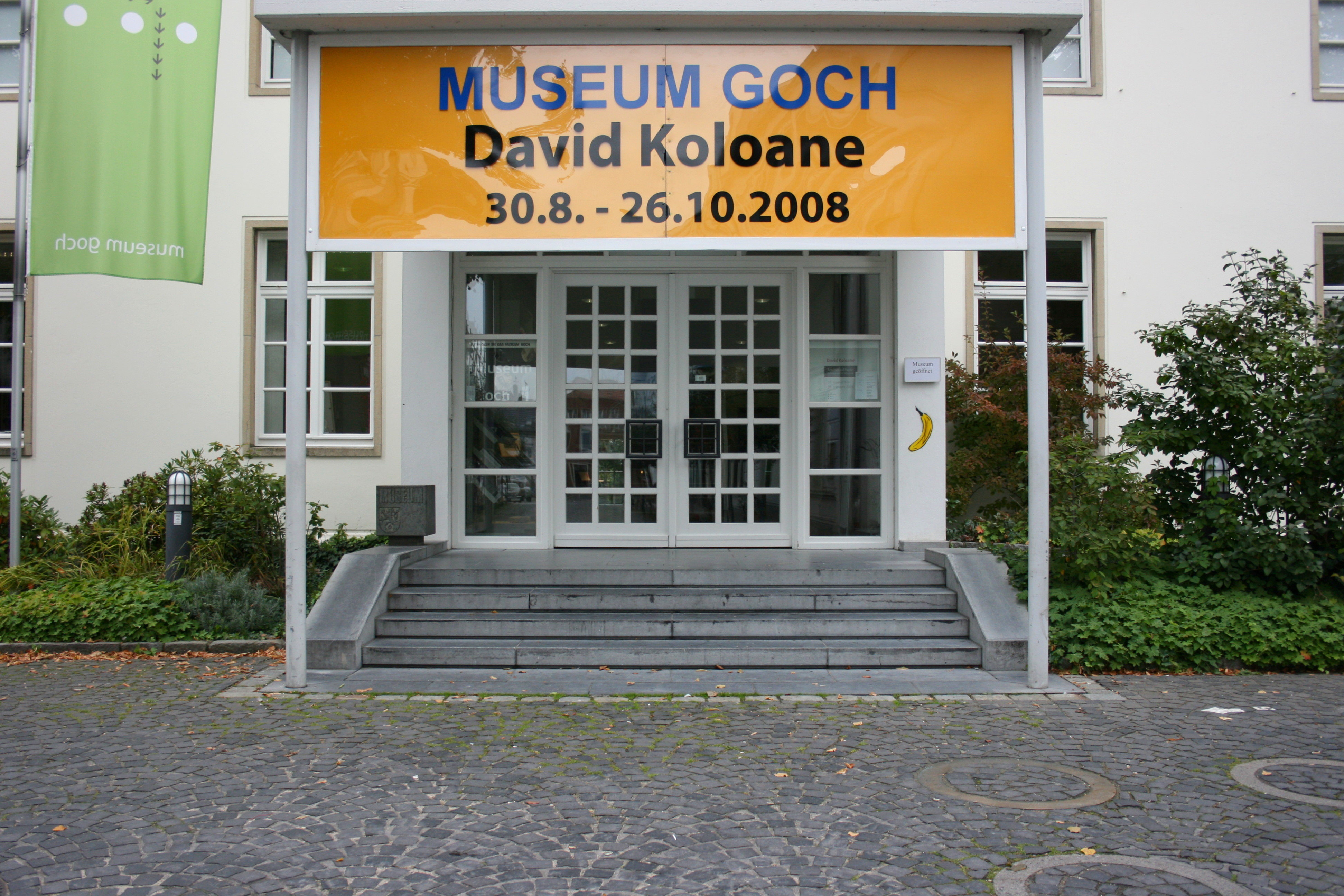
Museum Goch (Eingang), im September 2008

Das Museum Goch ist ein Museum in Goch im Regierungsbezirk Düsseldorf in Nordrhein-Westfalen. 

## Geschichte
Nach dem Ersten Weltkrieg fasste Jean Klein den Plan, in Goch ein Heimatmuseum zu gründen. Als Grundstock stellte er seine Sammlung mit Möbeln, Hausrat und Bildern zur Verfügung. Gleichzeitig brachte er auch umfangreiches Schriftmaterial über Personen der Stadt ein, sowie über Ereignisse aus dem Napoleonfeldzug und dessen Auswirkungen am Niederrhein. So entstand 1920 das erste Heimatmuseum im Steintor.
Nach der weitgehenden Zerstörung der Stadt 1945 wurde das Museum mit seinen verbliebenen Beständen 1956 an gleicher Stelle wieder eröffnet.
1991 wurde das neue Museum mit einem wesentlich erweiterten Sammlungsbestand der Öffentlichkeit übergeben. Hierzu wurde das ehemalige Amtsgericht in der Kastellstraße aufwändig restauriert und umgebaut, mit der Intention, lokale und regionale Geschichte zu vermitteln.
Mittlerweile hat sich der Aufgabenbereich ausgeweitet und dem Museum sind verschiedene Häuser angeschlossen. Dazu zählen das Arnold-Jansen-Haus und das Königshaus. Das Fünf-Ringe-Haus, ein Bürgerbau aus dem 16. Jahrhundert, dient temporären Ausstellungen der Heimatgeschichte. In seinen Wechselausstellungen zeigt das Museum Goch vorwiegend Arbeiten junger Künstler.

## Sammlung

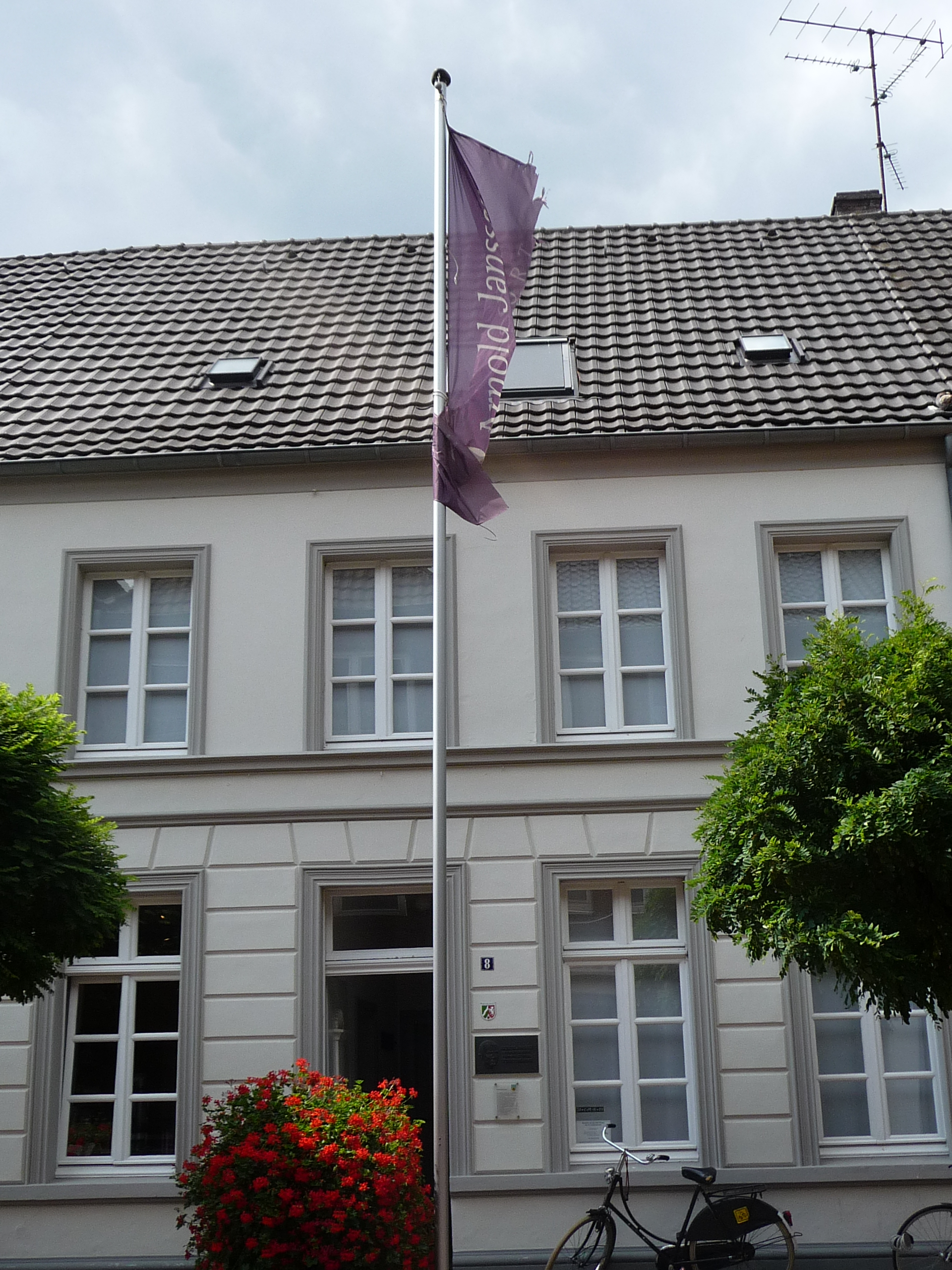
Janssenhaus, im Juli 2009

In den ersten Jahren des Museums wurde der lokalen und regionalen Geschichte einen großen Raum innerhalb des Hauses eingeräumt. Die Entscheidung, die beiden Erdgeschossräume als Wechselausstellungsflächen zu nutzen, wurde später auch auf die Räume im Dachgeschoss ausgeweitet. 
Die eigene Sammlung im ersten Obergeschoss folgt keiner chronologischen Folge. Mit seiner Sammlung und ihrer Präsentation greift das Museum die Idee eines Museums in Bewegung auf. Die Kunstwerke, angefangen von den Skulpturen der Spätgotik aus der niederrheinischen Region, den neugotischen Bildwerken der Langenberg-Werkstatt bis hin zu den Werken junger zeitgenössischer Künstler aus Deutschland, Kuba, Südafrika oder Israel, treten in der Präsentation in einen direkten Dialog miteinander.

### Arnold-Janssen-Haus
Das Geburtshaus des heiligen Arnold Janssen (1837–1909) befindet sich mitten in der Gocher Innenstadt in der Nähe des Marktes. Hier verbrachte er seine ersten Kindheits- und Jugendjahre.  
Das Arnold-Janssen-Haus wird heute als Gedenkstätte und Museum geführt. Neben den historischen Räumen werden im 1. Stock wechselnde Themenausstellungen geboten.

### Königshaus
In dem ehemaligen Wohnhaus in der Königsstraße bietet das Museum Mal- und Kreativkurse an. Dabei geht es um die verschiedensten Themen vom klassischen Malen und Zeichnen, über das Töpfern von Gefäßen, sowie dem Brennen von Kleinplastiken.

### Fünf-Ringe-Haus

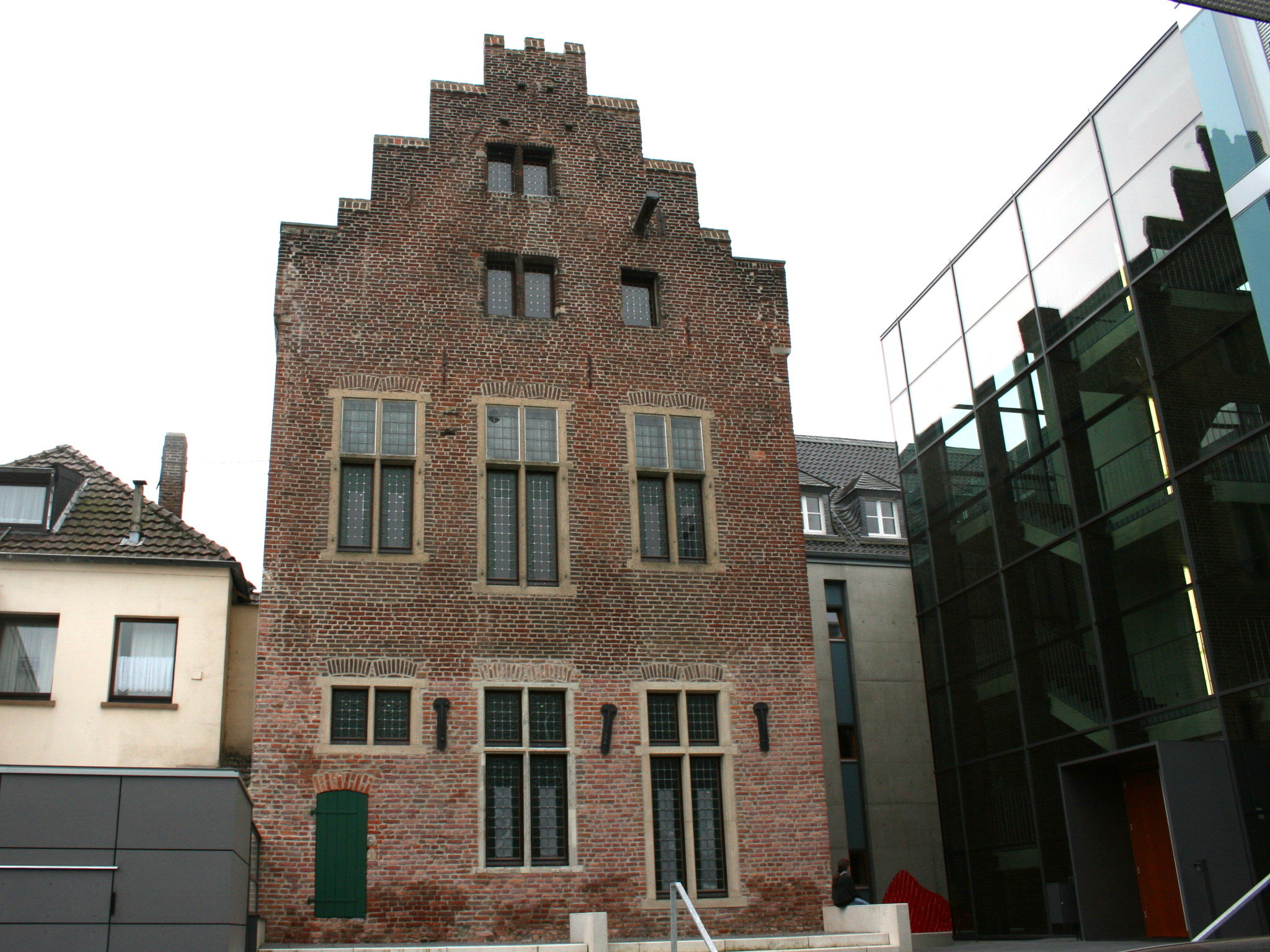
5-Ringe Haus (2008)

Das „Haus zu den Fünf Ringen“ wurde zwischen Anfang und Mitte des 16. Jahrhunderts errichtet. In dem Gebäude war ab 1650 eine Brauerei untergebracht, die bis Anfang des 20. Jahrhunderts weitergeführt wurde. Das Haus befindet sich seit 2003 im Besitz der Stadt Goch, welche die Außenfassade aufwändig renovieren ließ. Im Inneren wurden erste Rückbauten bezüglich der Raumeinteilung vorgenommen. Dieses einzige, erhalten gebliebene, gotische Bürgerhaus Gochs ist als Leihgabe an das Museum übergeben worden. Hier zeigt es in temporären Ausstellungen die Geschichte der Stadt.

## Sonderausstellungen
- 2017: Norbert Schwontkowski. Dem Tod ins Gesicht gelacht, danach in der Kunsthalle Wilhelmshaven. Mit Begleitbuch.
- 2018/2019: Auke de Vries. What a beautiful day
- 2019: Gottfried Lambert
- 2021: Beate Terfloth